# Renault Sand'Up
O Sand'Up é um crossover compacto conceitual apresentado pela Renault da edição de 2008 do Salão de São Paulo.